# Donald Currie
Pour les articles homonymes, voir Currie.
Donald Currie (né le 17 septembre 1825 à Greenock, mort le 13 avril 1909 à Sidmouth) est un armateur britannique.

## Biographie
Donald Currie, né en Écosse, entre très jeune au service d’un armateur du port de Greenock, près de Glasgow, puis part pour Liverpool, où les affaires maritimes sont florissantes. Il est remarqué par le principal associé des lignes Cunard (fondées en 1838), qui l’engage. En 1849, la compagnie Cunard lance une ligne entre Le Havre et Liverpool et Currie devient le représentant de l’entreprise en France. Grâce à ses efforts, Cunard obtient une grande part du trafic de fret entre la France et les États-Unis.
Entre 1856 et 1862, il travaille à la direction de la compagnie à Liverpool en tant que cadre. Puis il quitte Cunard en 1862 pour créer une entreprise concurrence les lignes Castle Line reliant Liverpool et Calcutta, en Inde. En 1864, Currie installe son entreprise, et ses navires, à Londres, pour des raisons commerciales. En 1872, il lance une ligne de navires à vapeur entre l’Angleterre de la Colonie du Cap, possession britannique en plein essor, qui se charge essentiellement du courrier. En 1900, la ligne sud-africaine fusionne avec la ligne Union (Union-Castle Line).
Grâce à sa connaissance de l’Afrique du Sud, D. Currie intervient à plusieurs reprises entre les gouvernements des républiques boers et le gouvernement britannique, comme dans le cadre des négociations concernant la propriété des champs diamantifères de Kimberley (État libre d'Orange). En 1877 et 1878, il sert d’intermédiaire aux deux délégations du gouvernement du Transvaal qui se rendent en Angleterre pour protester contre l’annexion de leur territoire. Même si ses suggestions sont ignorées, les termes par lesquels le Transvaal est rendu aux Boers correspondaient à ses conseils.
L’Angleterre et Le Cap n’étant pas reliés par le câble télégraphique, un de ses transatlantiques est détourné de son itinéraire pour amener la nouvelle du désastre de la bataille d'Isandhlwana (22 janvier 1879, guerres anglo-zouloues) à l’île de Saint-Vincent dans les Antilles, d’où on peut lui télégraphier à Londres. C’est lui qui l’annonce ainsi au gouvernement de Sa Majesté. En retour, le gouvernement demande que les ordres soient renvoyés vers l’Afrique du Sud par le même biais, ce qui gagne énormément de temps et permet d’éviter l’anéantissement de la garnison d’Eshowe. Dès 1880, sur l’idée de Currie lui-même, un accord autorise l’amirauté à utiliser certains navires marchands de la Castle en tant que croiseurs militaires en temps de guerre.
Il fait aussi une carrière parlementaire en tant que député du Parti libéral de la circonscription écossaise du Perthshire. Ami proche du Premier ministre libéral William Ewart Gladstone, il s’oppose à lui sur la question du Home Rule et rejoint le Parti libéral unioniste, dont il est député entre 1885 et 1900 dans la circonscription du West Perthshire.
Il est aussi connu des amateurs de rugby comme l’homme qui fait don de l’un des trophées les plus convoités du monde, la Currie Cup. En 1891, Sir Donald Currie remet en effet une coupe en or à l’équipe des Lions britanniques, qui devait se rendre en Afrique du Sud, sur un navire de sa ligne, avec pour consigne de remettre le trophée à l’équipe qui leur aurait fourni la meilleure opposition. C’est ainsi que le Griqualand West devient la première équipe à détenir la Currie Cup. La coupe est ensuite remis aux instances nationales et devient, dès 1892, la récompense de la compétition qui met aux prises régulièrement les provinces sud-africaines, la Currie Cup.
Donald Currie est élevé à la pairie en 1881 pour services rendus dans le cadre des guerres anglo-zouloues. En 1897, il reçoit la Grand-Croix de l’ordre de St. Michel et St George. Il meurt à l’âge de 83 ans à Sidmouth, dans le Devon.